# Медфорд (тауншип, Миннесота)
Медфорд (англ. Medford) — тауншип в округе Стил, Миннесота, США. На 2000 год его население составило 681 человек.

## География
По данным Бюро переписи населения США площадь тауншипа составляет 44,4 км², из которых 44,2 км² занимает суша, а 0,2 км² — вода (0,35 %).

## Демография
По данным переписи населения 2000 года здесь находились 681 человек, 258 домохозяйств и 189 семей.  Плотность населения —  15,4 чел./км².  На территории тауншипа расположена 261 постройка со средней плотностью 5,9 построек на один квадратный километр. Расовый состав населения: 97,50 % белых, 0,15 % афроамериканцев, 0,15 % коренных американцев, 0,15 % азиатов, 0,88 % — других рас США и 1,17 % приходится на две или более других рас. Испанцы или латиноамериканцы любой расы составляли 2,35 % от популяции тауншипа.
Из 258 домохозяйств в 38,4 % воспитывались дети до 18 лет, в 60,1 % проживали супружеские пары, в 8,5 % проживали незамужние женщины и в 26,7 % домохозяйств проживали несемейные люди. 20,9 % домохозяйств состояли из одного человека, при том 7,4 % из — одиноких пожилых людей старше 65 лет. Средний размер домохозяйства — 2,64, а семьи — 3,06 человека.
29,8 % населения — младше 18 лет, 9,0 % — в возрасте от 18 до 24 лет, 33,9 % — от 25 до 44, 17,6 % — от 45 до 64, и 9,7 % — старше 65 лет. Средний возраст — 32 года. На каждые 100 женщин приходилось 104,5 мужчин.  На каждые 100 женщин старше 18 приходилось 99,2 мужчин.
Средний годовой доход домохозяйства составлял 39 000 долларов, а средний годовой доход семьи —  40 000 долларов. Средний доход мужчин —  31 944  доллара, в то время как у женщин — 20 714. Доход на душу населения составил 19 890 долларов. За чертой бедности находились 4,1 % семей и 4,2 % всего населения тауншипа, из которых 5,6 % младше 18 и 2,8 % старше 65 лет.